# 刘绍周 (清朝)
刘绍周，镶红旗人，清朝政治人物。

## 生平
刘绍周为雍正癸卯科举人。曾于1733年接替孙见龙任金山县知县一职，1735年由张钧接任。